# Équipe de Grande-Bretagne masculine espoir de kayak-polo
L'équipe de Grande-Bretagne espoir de kayak-polo est l'équipe masculine espoir qui représente la Grande-Bretagne dans les compétitions majeures de kayak-polo.
Elle est constituée par une sélection des meilleurs joueurs anglais âgés de moins de 21 ans.

## Joueurs actuels
Sélection pour les Championnats d'Europe de kayak-polo 2007
| Numéro | Nom             | Club | Date de naissance |
| ------ | --------------- | ---- | ----------------- |
| 12     | William Borrett |      |                   |
| 11     | James Longley   |      |                   |
| 1      | Daniel Robson   |      |                   |
| 4      | Jack Robson     |      |                   |